# Das magische Baumhaus
Das magische Baumhaus (Originaltitel: Magic Tree House) ist eine Kinderbuchreihe, geschrieben von der Autorin Mary Pope Osborne ab 1992.
In dieser Erfolgsreihe geht es um zwei Kinder namens Anne und Philipp, die mit Hilfe eines verzauberten Baumhauses an alle Orte und in jede Zeit fliegen können. Dafür brauchen sie nur ein Buch aufzuschlagen, auf ein Bild des Wunschortes zu deuten und sich dorthin zu wünschen. Dann beginnt sich das Baumhaus zu drehen, bis sie kurz darauf am gewünschten Ort sind. Auf diese Weise reisen Anne und Philipp in den ersten vier Bänden auf eigene Faust. Im vierten Buch kommt dann heraus, dass das Baumhaus Morgan gehört, deren Figur der mythischen Morgan le Fay nachempfunden ist. Im Auftrag von Morgan erleben sie zahlreiche Abenteuer und werden später auch von Merlin auf Reisen geschickt. Bis Anfang 2025 wurden 63 Bücher dieser Reihe auf Deutsch veröffentlicht. Die Bücher wurden bislang in mindestens 32 Ländern Europas, Asiens und Amerikas verkauft.
Die Autorin Mary Pope Osborne hatte die Idee für die Bücher, als sie in den 1990er Jahren beim Spazierengehen im Wald ein verfallenes Baumhaus sah. Sie stellte sich vor, wie das Baumhaus voller Bücher wäre und sobald man die Bücher öffnete, in die Zeit reisen würde, in der sich die Handlung des Buches abspielt.

## Liste an Bänden
| Nr. | Deutscher Titel                     | Erscheinungsjahr |
| --- | ----------------------------------- | ---------------- |
| 1   | Im Tal der Dinosaurier              | 1992             |
| 2   | Der geheimnisvolle Ritter           | 1993             |
| 3   | Das Geheimnis der Mumie             | 1993             |
| 4   | Der Schatz der Piraten              | 1994             |
| 5   | Im Land der Samurai                 | 1995             |
| 6   | Gefahr am Amazonas                  | 1995             |
| 7   | Im Reich der Mammuts                | 1996             |
| 8   | Abenteuer auf dem Mond              | 1996             |
| 9   | Der Ruf der Delfine                 | 1997             |
| 10  | Das Rätsel der Geisterstadt         | 1997             |
| 11  | Im Tal der Löwen                    | 1998             |
| 12  | Auf den Spuren der Eisbären         | 1998             |
| 13  | Im Schatten des Vulkans             | 1998             |
| 14  | Im Land der Drachen                 | 1998             |
| 15  | Insel der Wikinger                  | 1998             |
| 16  | Auf der Fährte der Indianer         | 1999             |
| 17  | Im Reich des Tigers                 | 1999             |
| 18  | Rettung in der Wildnis              | 2000             |
| 19  | Abenteuer in Olympia                | 1998             |
| 20  | Im Auge des Wirbelsturms            | 2001             |
| 21  | Gefahr in der Feuerstadt            | 2001             |
| 22  | Verschollen auf hoher See           | 1999             |
| 23  | Das Geheimnis des alten Theaters    | 2002             |
| 24  | Den Gorillas auf der Spur           | 2002             |
| 25  | Im Land der ersten Siedler          | 2002             |
| 26  | Abenteuer in der Südsee             | 2003             |
| 27  | Im Auftrag des roten Ritters        | 2003             |
| 28  | Das verzauberte Spukschloss         | 2003             |
| 29  | Das mächtige Zauberschwert          | 2004             |
| 30  | Im Bann des Eiszauberers            | 2004             |
| 31  | Sturmflut vor Venedig               | 2005             |
| 32  | Der gestohlene Wüstenschatz         | 2005             |
| 33  | Geheimauftrag in Paris              | 2006             |
| 34  | Das Verwunschene Einhorn            | 2006             |
| 35  | Angriff des Wolkendrachen           | 2007             |
| 36  | Der geheime Flug des Leonardo       | 2007             |
| 37  | Das Ungeheuer vom Meeresgrund       | 2008             |
| 38  | Das Verborgene Reich der Pinguine   | 2008             |
| 39  | Die geheime Macht der Zauberflöte   | 2009             |
| 40  | Piratenspuk am Mississippi          | 2009             |
| 41  | Gefangen im Elfenwald               | 2010             |
| 42  | Geister in der Nebelnacht           | 2010             |
| 43  | Das Gift der Königskobra            | 2011             |
| 44  | Lawinenhunde im Schneesturm         | 2011             |
| 45  | Die Feder der Macht                 | 2011             |
| 46  | Pandas in großer Gefahr             | 2012             |
| 47  | Im Bann des schwarzen Hengstes      | 2013             |
| 48  | Das Geheimnis des Zauberkünstlers   | 2013             |
| 49  | Abenteuer im Tal der Könige         | 2014             |
| 50  | Das beste Fußballspiel aller Zeiten | 2014             |
| 51  | Der König der Mayas                 | 2015             |
| 52  | Wettlauf der Schlittenhunde         | 2016             |
| 53  | Das Tor zur Dracheninsel            | 2016             |
| 54  | Das Große Spiel                     | 2018             |
| 55  | Helden im Hurrikan                  | 2019             |
| 56  | Der römische Spion                  | 2020             |
| 57  | Narwal in großer Gefahr             | 2020             |
| 58  | Das verborgene Reich der Inka       | 2021             |
| 59  | Rettungsmission im Naturpark        | 2021             |
| 60  | Die Spur des Schneeleoparden        | 2022             |
| 61  | Das Geheimnis der Nashörner         | 2023             |
| 62  | Notfall auf der Schildkröteninsel   | 2024             |
| 63  | Die letzten Wildpferde              | 2025             |

Im Englischen ist die Reihenfolge etwas anders. Bände 29–55 (die den deutschen Bänden 27–53 entsprechen) wurden zusätzlich zur normalen Nummerierung als Merlin Missions 1–27 veröffentlicht. Ab Band 56 gingen die Morgan Le Fey Missionen weiter und die Nummerierung der Morgan Le Fey Missionen (1–28) wurde mit 29 weitergeführt. Die englischen Bände 21 Civil War on Sunday, 22 Revolutionary War on Wednesday und 59 (Morgan Mission 32) To the Future, Ben Franklin sind bisher nicht auf Deutsch erschienen.

## Sammelbände
Im Deutschen wurden zusätzlich jeweils vier Einzelbände zusammen in einem Sammelband herausgebracht. Jeder dieser Sammelbände hat eine in sich geschlossene Handlung:
So sind Anne und Philipp im ersten Sammelband ohne Anweisung auf Erkundung, im zweiten reisen sie, um Morgan von einem Zauber zu befreien. Im dritten werden sie einer Prüfung als Meisterbibliothekare unterzogen, welche sie bestehen, und im nächsten Sammelband unternehmen sie als Meisterbibliothekare Reisen, um vier Bücher zu retten. Dann, im fünften Sammelband, erlösen sie einen Hund von einem Zauber. Anschließend, im nächsten Sammelband, suchen sie nach vier Zaubern des Alltags. Darauf folgen vier Magische Abenteuer für Merlin. Merlin beweisen sie im nächsten Sammelband, dass sie Zauberkraft gut einsetzen können und bekommen von Merlin den sogenannten Dianthuszauberstab. Im nächsten Band helfen sie Merlin, der sehr krank ist, indem sie mithilfe des Zauberstabes vier Geheimnisse des Glücklichseins finden und Merlin bringen, unter anderem einen Pinguin namens Penny, welcher dafür steht, dass man sich um jemanden kümmert, der einen braucht. Später, im zehnten Sammelband, helfen sie dann berühmten Künstlern, den richtigen Weg zu finden. Im elften Sammelband holen sie vier Gegenstände, um den Pinguin Penny, der unglücklicherweise versteinert wurde, wieder zum Leben zu erwecken.
| Nr. des Sammelbands | Titel des Sammelbands                           | Einzelne Bände, die in dem Sammelband zusammengefasst wurden |
| ------------------- | ----------------------------------------------- | ------------------------------------------------------------ |
| 1                   | Abenteuer mit dem magischen Baumhaus            | Band 1–4                                                     |
| 2                   | Mit dem magischen Baumhaus um die Welt          | Band 5–8                                                     |
| 3                   | Auf Expedition mit dem magischen Baumhaus       | Band 9–12                                                    |
| 4                   | Geheimnisvolle Reise mit dem magischen Baumhaus | Band 13–15+19                                                |
| 5                   | Im Reich der unendlichen Gefahren               | Band 16–18+22                                                |
| 6                   | Im Dschungel der Abenteuer                      | Band 23–26                                                   |
| 7                   | Die geheimnisvolle Welt von Merlin              | Band 27–30                                                   |
| 8                   | Zauberreise in verwunschene Welten              | Band 31–34                                                   |
| 9                   | Expedition durch Feuer und Eis                  | Band 35–38                                                   |
| 10                  | Fantastische Reise durch die Zeit               | Band 39–42                                                   |
| 11                  | Abenteuerliche Mission ins Reich der Tiere      | Band 43–46                                                   |

Band 20 und 21 sind in keinem Sammelband enthalten, aber als Doppelband erschienen.

## Forscherhandbücher
Die Forscherhandbücher begannen mit Briefen ihrer Leser und Leserinnen, in denen schrieben sie, dass vor allem Sachinformationen über Tiere, Sport, Kunst, Wissenschaft berühmte Personen, sowie historische Ereignisse enthalten sind. Das war der Anstoß für Osborne, Sachbücher, die so genannten Forscherhandbücher in Ergänzung zur Belletristik des Magischen Baumhauses zu schreiben. Mary Pope Osborne schrieb zusätzlich noch Forscherhandbücher zu einigen Bänden. Diese beinhalten zusätzlich zu der Geschichte noch Informationen zu dem jeweiligen Thema. Co-Autorin in mehreren der Forscherhandbücher ist ihre ältere Schwester Natalie Pope Boyce. Auch der Mann von Mary Pope Osborne, Will Osborne, ist in einigen Forscherhandbüchern Co-Autor. Bis heute sind in Deutschland 12 Bücher der Reihe erschienen. Die Forscherhandbücher werden mit Illustrationen, Fotos Zeitleisten und verständlichen Definition an den jungen Leser, die junge Leserin vermittelt. Zudem greifen die Themen der Forscherhandbücher auch die Themen der Reihe "Das magische Baumhaus" auf. Wenn dem Leser das Buch "Im Tal der Dinosaurier" gefallen hat, dann gibt es dazu das passende Forscherhandbuch Dinosaurier.
- Forscherhandbuch Dinosaurier (Band 1)
- Forscherhandbuch Ritter (Band 2)
- Forscherhandbuch Mumien (Band 3)
- Forscherhandbuch Piraten (Band 4)
- Forscherhandbuch Eiszeit (Band 7)
- Forscherhandbuch Eisbären (Band 12)
- Forscherhandbuch Altes Rom (Band 13)
- Forscherhandbuch Wirbelstürme (Band 20)
- Forscherhandbuch Leonardo da Vinci (Band 36)
- Forscherhandbuch Tiefsee (Band 37)
- Forscherhandbuch Pinguine (Band 38)
- Das große Forscherhandbuch

## Das magische Baumhaus Junior
Die ersten 33 Bände vom Magischen Baumhaus (es fehlt der Band Im Land der ersten Siedler) gibt es auch vereinfacht für kleinere Kinder als Das magische Baumhaus Junior Bände. Gegenüber der Hauptreihe sind die Titel und teils die Chronologie abweichend. Im Gegensatz zu den gewöhnlichen Bänden sind diese durchgehend farbig illustriert.
1. Abenteuer bei den Dinosauriern
2. Auf der Spur der Ritter
3. Die rätselhafte Mumie
4. Suche nach dem Piratenschatz
5. Das Geheimnis der Ninjas
6. Verborgen im Dschungel
7. Gefahr für das Mammut
8. Die verlassene Mondstation
9. Das Geheimnis der Delfine
10. Ritt durch den Wilden Westen
11. Im Reich der Löwen
12. Rettung für die kleinen Eisbären
13. Der große Vulkan Ausbruch
14. Gefahr im Drachenreich
15. Abenteuer bei den Wikingern
16. Auf dem Pfad der Indianer
17. Auf der Spur des Tigers
18. Kleines Känguru in Gefahr
19. Das Geheimnis von Olympia
20. SOS auf der Titanic
21. Rettung vor dem Wirbelsturm
22. Flucht vor dem Erdbeben
23. Lampenfieber vor dem grossen Auftritt
24. Gorilla-Baby in Not
25. Bedrohung im Paradies
26. König Artus und die Mission der Ritter
27. Geheimauftrag im Spukschloss
28. Das geheimnisvolle Zauberschwert
29. Im Reich des Eiszauberers
30. Der Herrscher der Meere
31. Der verborgene Wüstenschatz
32. Geheimtreffen auf dem Eiffelturm
33. Auf den Spuren des verzauberten Einhorns

## Pixi-Bücher
Im Jahr 2016 erschienen folgende farbig illustrierte und für das Kindergartenalter vereinfacht erzählte Pixi-Bücher:
1. Im Tal der Dinosaurier
2. Der geheimnisvolle Ritter
3. Das Geheimnis der Mumie
4. Der Schatz der Piraten
5. Im Land der Samurai
6. Gefahr am Amazonas
7. Im Reich der Mammuts
8. Abenteuer auf dem Mond

## Hauptpersonen

### Philipp
Philipp (im Englischen Jack) ist mit am Anfang 8 Jahren der ältere der beiden Geschwister. Er liest gerne und ist meistens dafür, sich erst einmal über Ort und Zeit, in die sie reisen, zu informieren. Außerdem trägt Philipp eine Brille und hat bei allen Reisen einen Rucksack, ein Notizbuch und einen Stift dabei.

### Anne
Anne (im Englischen Annie) ist am Anfang 7 Jahre alt und somit Philipps jüngere Schwester. Sie glaubt an Magie und ist abenteuerlustiger als ihr Bruder. Sie hat Sommersprossen und blondes lockiges Haar. Anne liebt Tiere über alles.

### Morgan
Morgan (Morgan le Fay) ist die Bibliothekarin aus der Bibliothek von Camelot und Besitzerin des magischen Baumhauses, welches sie erschuf, um Bücher für die Bibliothek von Camelot zu beschaffen. Sie hat Zauberkräfte, welche sie unter anderem dafür einsetzte, das Baumhaus so zu verzaubern, dass es nur für Leute sichtbar ist, die an Magie glauben und Bücher lieben. Sie gibt Anne und Philipp ihre ersten Aufträge. Anders als in der Artussage, ist sie mit ihrem Halbbruder Artus und dem Zauberer Merlin befreundet.

### Merlin
Philipp und Anne begegnen Merlin zum ersten Mal in Camelot, wo sie Merlin helfen, Camelot von einem Fluch zu befreien, der dafür sorgt, dass alles Glück aus Camelot verschwand. Später gibt Merlin Anne und Philipp ihre Aufträge. Er überreicht Anne und Philipp am Ende des vierunddreißigsten Bandes den Dianthuszauberstab.

### Teddy
Teddy ist ein Lehrling von Morgan. Anne und Philipp begegneten ihm das erste Mal, nachdem er sich versehentlich als Hund verzaubert hatte. Sie nahmen ihn auf drei Reisen mit, da Morgan ihm erst einmal eine Lehre  erteilen wollte, ehe sie ihn zurückverwandelte. In späteren Bänden hilft er Anne und Philipp manchmal. Teddy versteinert unbeabsichtigt Merlins Pinguin Penny, welchen er mit Hilfe von Anne, Philipp und Kathrein erlösen kann.

### Kathrein
Kathrein (im Englischen Kathleen) ist eine sogenannte Selkie, das heißt, dass sie im Wasser als Seehund unterwegs ist und an Land als Mensch. Selkies haben Seehundfelle, die beim Trocknen dann abfallen. Selkies verfügen über mächtige Zauberkräfte. Ihre Zaubersprüche sind in der Sprache der Seehunde. Ihr Haar ist schwarz und lockig, außerdem hat sie meerblaue Augen.

## Illustrationen
Die Bücher aus der Reihe Das magische Baumhaus wurden von Jutta Knipping, RoooBert Bayer und Petra Theissen illustriert.
Jutta Knipping wurde im Jahre 1968 geboren. Nach dem Schulabschluss durchlief sie zunächst eine Ausbildung zur Druckvorlagenherstellerin. Sie studierte anschließend in Münster Visuelle Kommunikation und illustrierte schon während ihres Studiums Bücher. Sie arbeitet freiberuflich als Illustratorin.
RoooBert Bayer, geboren 1968 in Wien, hatte einen Hund namens "Maddox" und illustriert insbesondere Kinderbücher, nachdem er mit 24 Jahren sein Hobby zum Beruf machte.
Petra Theisen, geboren im Jahr 1969, studierte Grafik-Design, wie Knipping in Münster, und ist als freie Werbe- und Kinderillustratorin tätig.

## Belege
1. ↑  https://www.familien-welt.de/spielen-und-lesen/kinderbuecher/2674-das-magische-baumhaus-in-deutschland
2. 1 2  Wie alles begann – Mary Pope Osborne erzählt die Entstehungsgeschichte von „Das magische Baumhaus“. Abgerufen am 16. Dezember 2022.
3. ↑  Vor „Im Auge des Wirbelsturms“ kamen im Englischen noch zwei Bände („Civil War on Sunday“ und „Revolutionary War on Wednesday“), welche aber nicht ins Deutsche übersetzt wurden.
4. ↑  Mary Pope Osborne: Boosting Literacy Through Time Travel for 25 Years. Abgerufen am 18. Dezember 2022.
5. ↑  https://www.loewe-verlag.de/reihe-0-0/das_magische_baumhaus_forscherhandbuecher-40/
6. ↑  Our MTH Family :: Magic Tree House. Abgerufen am 4. September 2023.
7. ↑  https://www.mthclassroomadventures.org/gift-time/our-mth-family
8. ↑  "Das magische Baumhaus" in Deutschland. Abgerufen am 18. Dezember 2022.
9. ↑  Loewe Verlag GmbH: Das magische Baumhaus junior (Band 1) - Abenteuer bei den Dinosauriern. Abgerufen am 4. September 2023.
10. ↑  Mary Pope Osborne: Pixi-8er-Set 236: Das magische Baumhaus (8x1 Exemplar) (236): Im Tal der Dinosaurier; Der geheimnisvolle Ritter; Das Geheimnis der Mumie; Im Land der ... Im Reich der Mammuts; Abenteuer auf dem Mond. 2. Auflage. Carlsen, Hamburg 2016, ISBN 978-3-551-04443-3 (amazon.de [abgerufen am 4. September 2023]).
11. ↑  Anne, Philipp & Co - Alles Wissenswerte über die Hauptfiguren aus „Das magische Baumhaus“. Abgerufen am 4. September 2023.
12. ↑  Jutta Knipping – Eine weitere WordPress-Website. 5. Juli 2023, abgerufen am 4. September 2023 (deutsch).
13. ↑  RoooBert Bayer | Loewe Verlag. Abgerufen am 4. September 2023.
14. ↑  https://www.loewe-verlag.de/person-0-0/petra_theissen-1029/druckansicht/1029.pdf